# Bimbia
Pour les articles homonymes, voir Bimbia (homonymie).
Bimbia est une localité côtière du Cameroun, chef-lieu de la commune de Limbé III, située dans la région du Sud-Ouest, dans le département de Fako et à 60 km de la capitale économique Douala. De par son passé de port négrier, Bimbia est aujourd'hui classé au patrimoine national camerounais.

## Géographie

### Localisation
Le village Bimbia se situe à 10 minutes du centre-ville de Limbé, elle-même située à 1 h de la ville de Douala. La position géographique de Bimbia était stratégique : sur le golfe de Guinée, à l’est de la baie de Biafra, entre Rio del Rey et Cameroon River (l’actuelle ville de Douala).

### Climat
Le climat de Bimbia est celui de la ville de Limbé. Il est chaud et tempéré. Selon l'institut météorologique Climat-data, en hiver les précipitations sont plus faibles qu'en été. La température moyenne du village est 20 °C, les précipitations moyennes sont de 1 174 mm. Le mois le plus sec est celui de septembre avec 6 mm. Les précipitations sont beaucoup plus importantes aux mois de juillet et d'août. Cependant, le village bénéficie de deux saisons sèches et deux saisons pluvieuses. Les saisons pluvieuses se subdivisent en deux : une petite saison pluvieuse qui s'étale sur le mois de d'avril à mai et une grande saison pluvieuse qui a lieu pendant les grandes vacances scolaires (août et octobre).

## Historique
Sous le nom Bimbia, se trouve en fait un regroupement de quatre villages selon le document officiel intitulé Le Dictionnaire des Villages du Fako:
| N° | Intitulé          |
| -- | ----------------- |
| 01 | Bimbia Bonabile   |
| 02 | Bimbia Bonangombe |
| 03 | Bimbia CDC Camp   |
| 04 | Bimbia Chop Farm  |

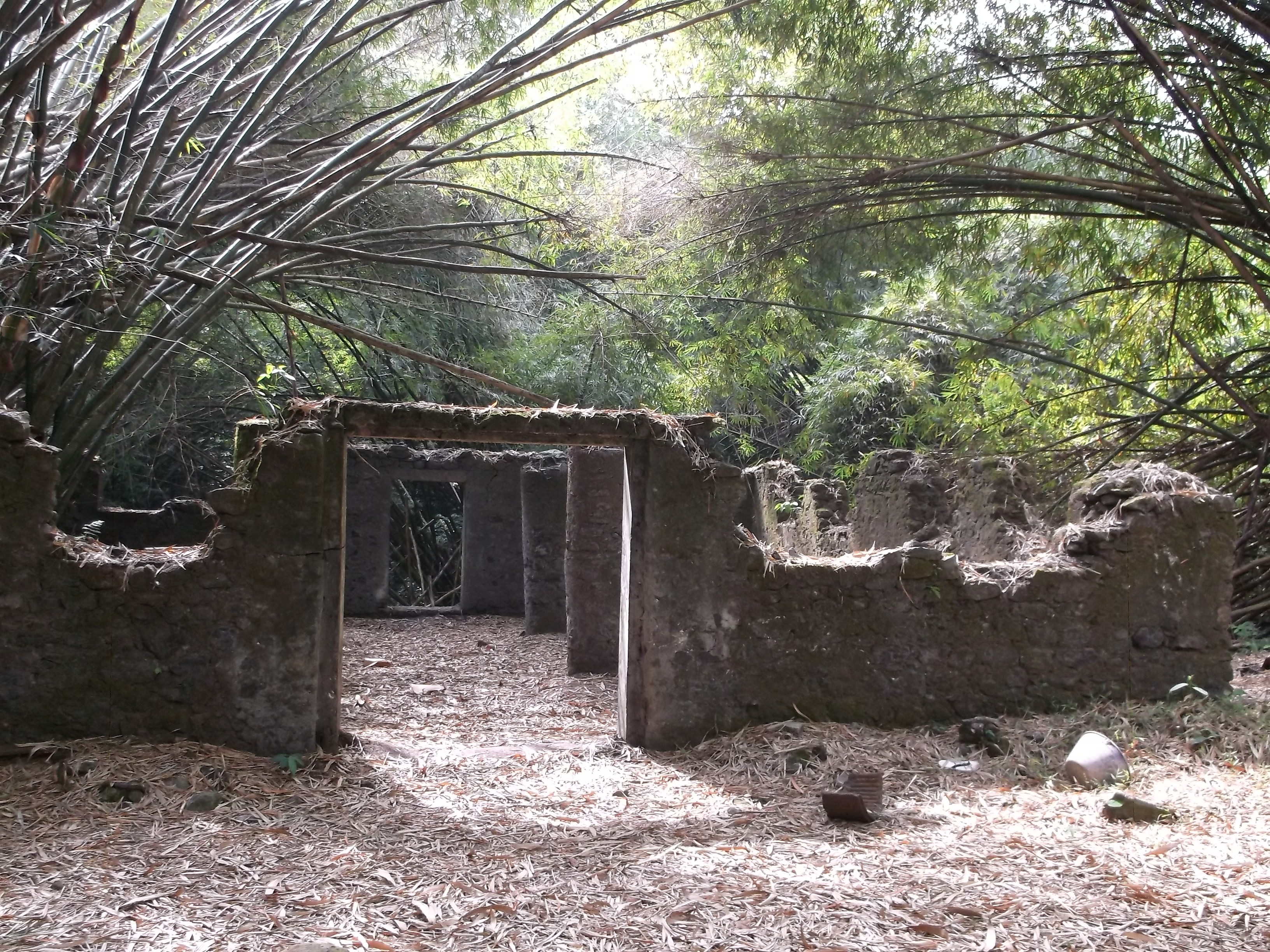
Vestiges de la traite négrière.

Il faut y ajouter Dikolo, le port de Bimbia, qui a joué un rôle important dans l'histoire de ce territoire. Le site fut jadis un port négrier durant la traite des esclaves. Les travaux menés par l'association américaine ARK Jammers permettent de mettre en évidence son intérêt historique. Cette association aide les Afro-Américains, après un test ADN effectué par la firme African Ancestry, à retrouver leurs origines africaines. Selon les travaux de la chercheuse politologue Lisa Marie Aubrey de l'université d'État de l'Arizona aux États-Unis, plus d'un million d'Africains seraient partis du port de Bimbia, beaucoup plus que ceux qui seraient partis de l'île de Gorée au Sénégal, lors de la période de la traite négrière. Cette étude est réalisée durant la période allant septembre 2010 à juillet 2014.
L'importance des lieux a été redécouverte en 1987. Bimbia est aujourd’hui un site culturel classé au patrimoine national par l’État camerounais, un lieu de recherche archéologique et un site touristique, mémoire symbolique de la « route de l’esclave », comme l'est depuis plus longtemps l'île de Gorée au Sénégal. 
Le roi Bilè, surnommé par les Anglais King William I of Bimbia, a convaincu les chefs des deux autres villages de l’État de prendre part au trafic même après l’abolition de l’esclavage.

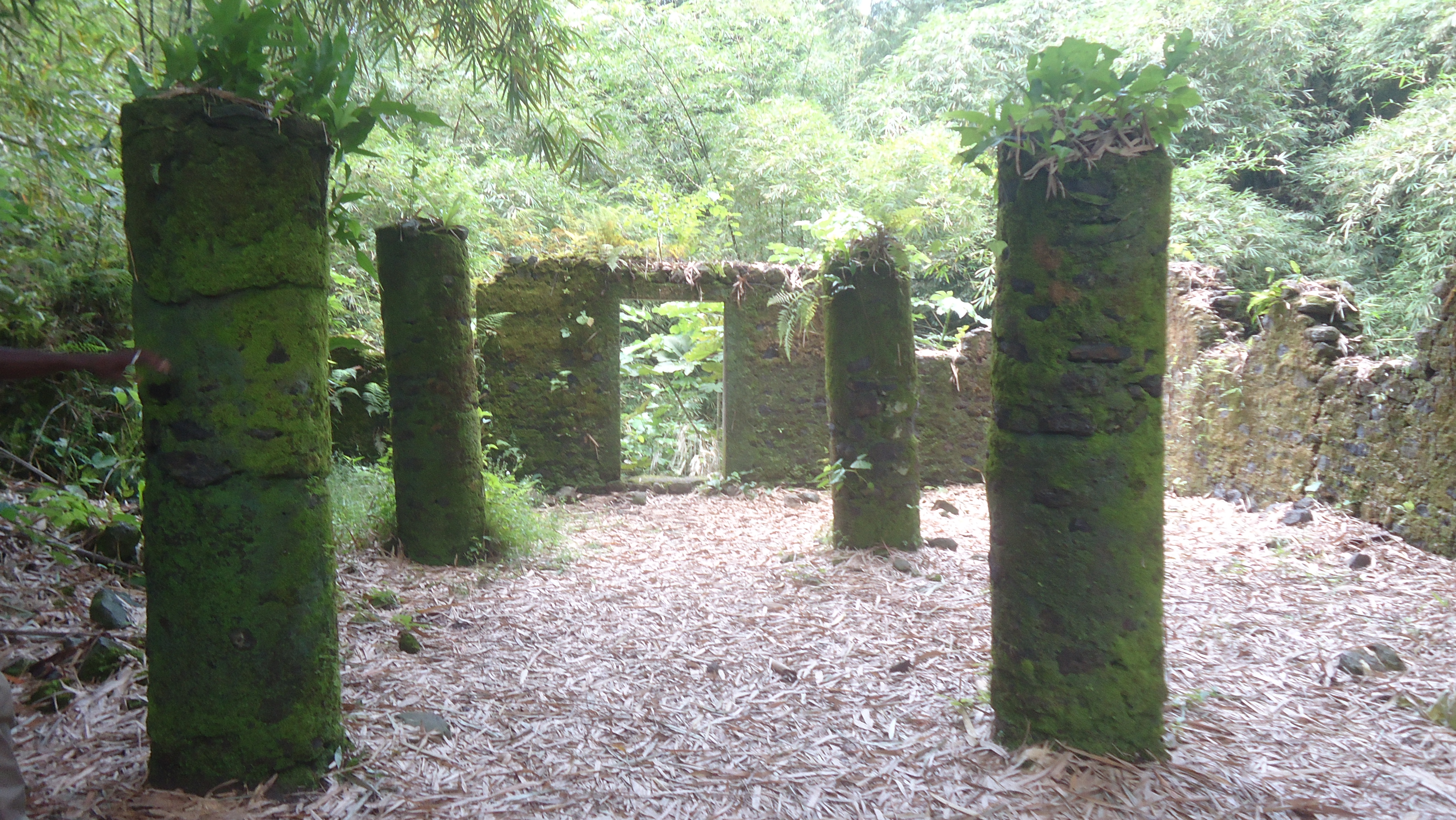
Prison pour esclaves récalcitrants
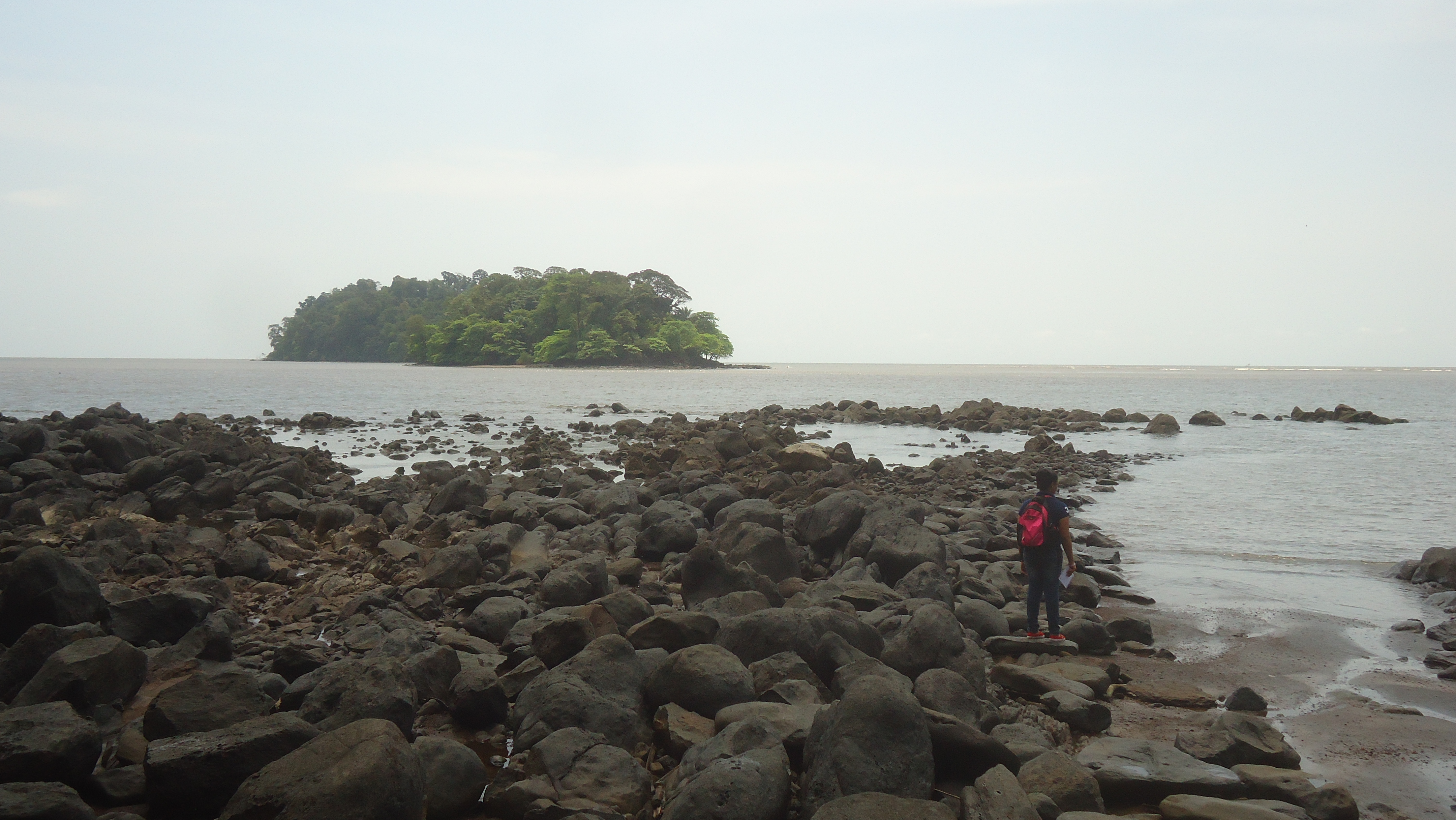
Île de Nicholls
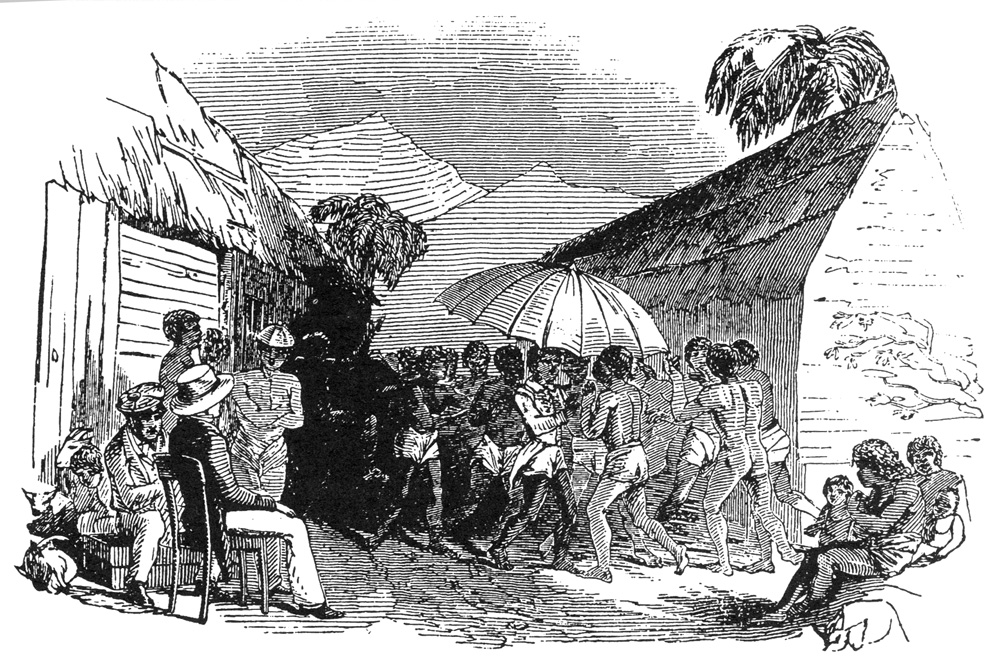
Merrick at isubu funeral
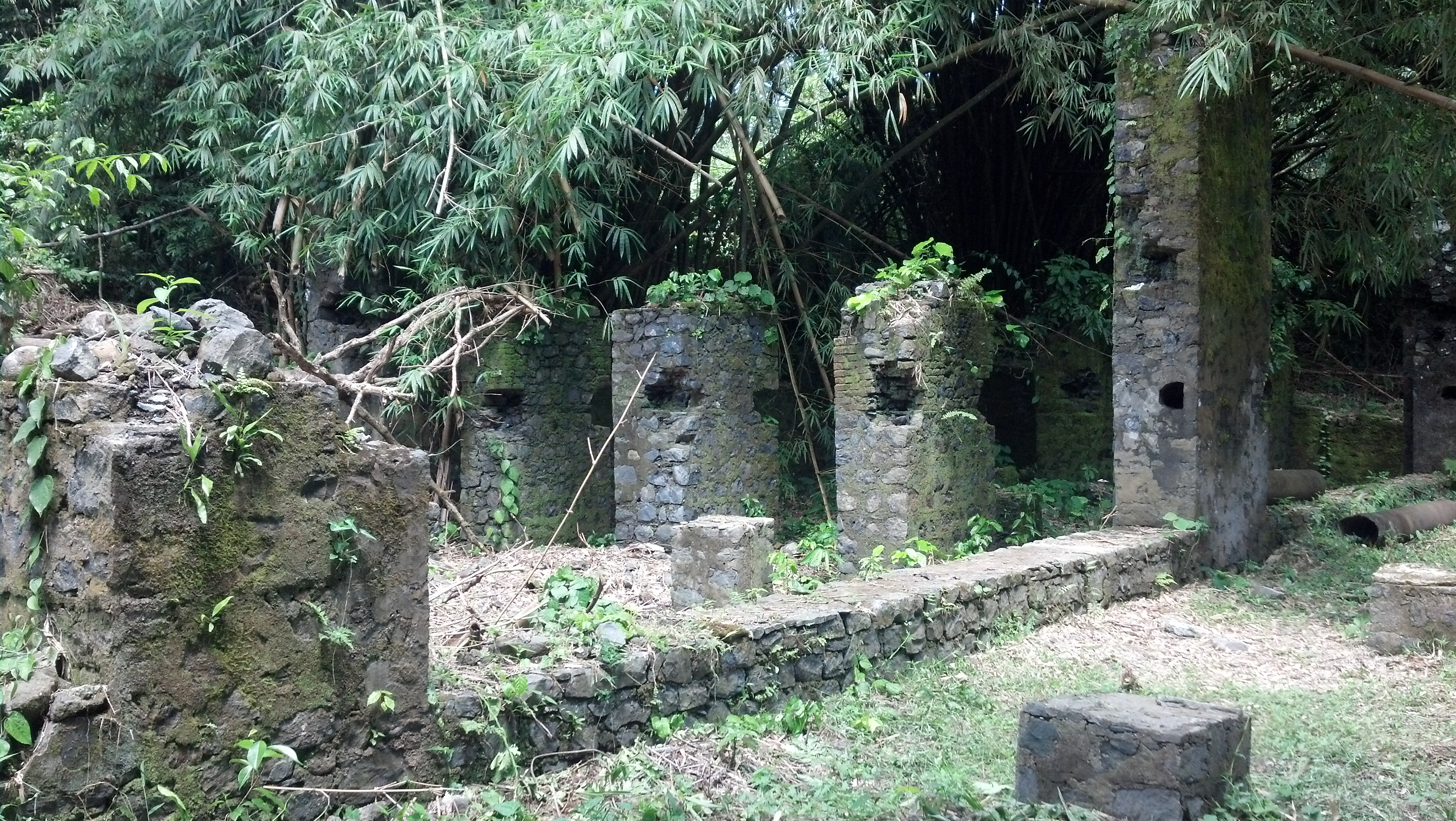
Bimbia Slave Port
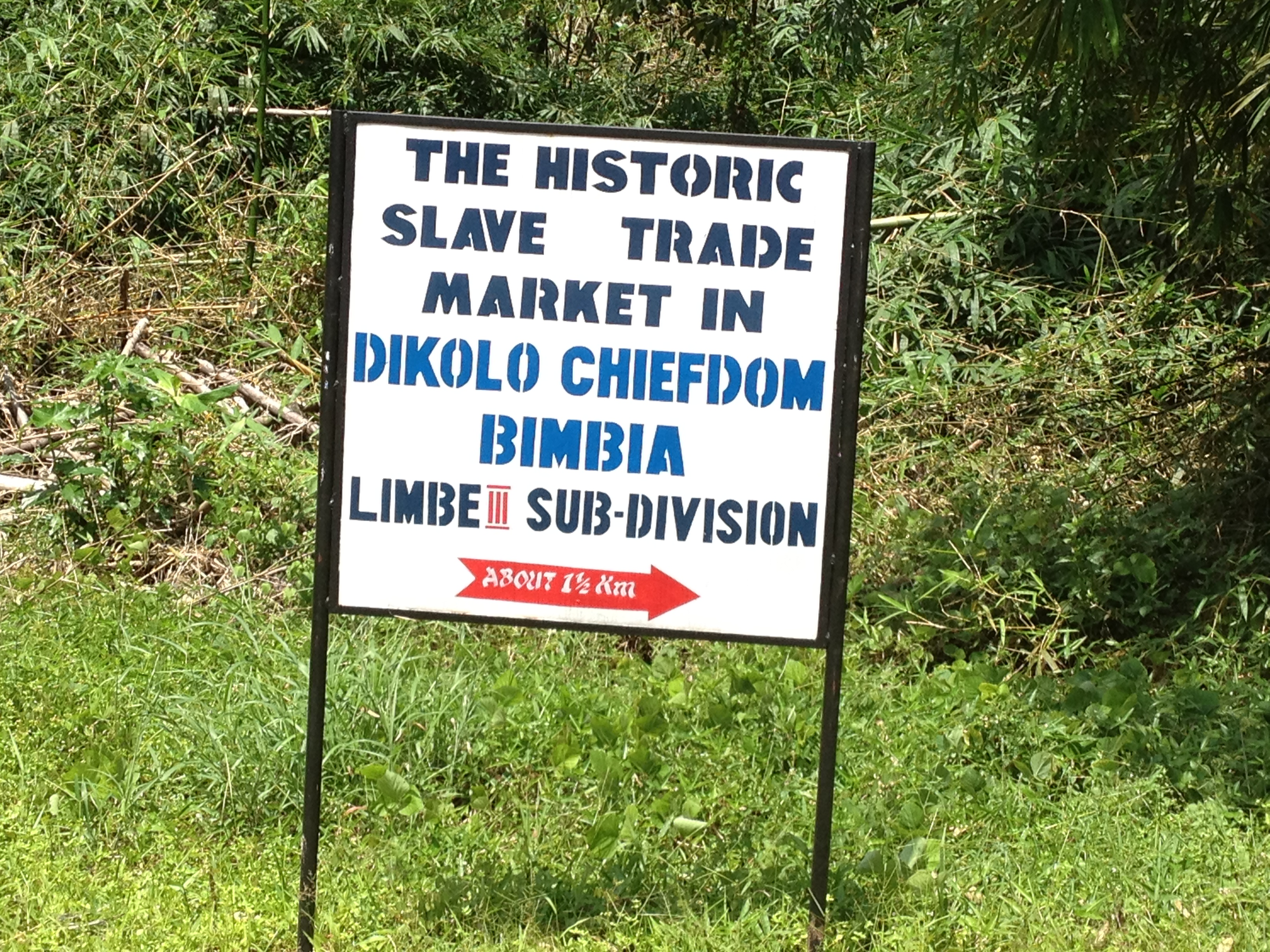
Sign post to Bimbia slave port
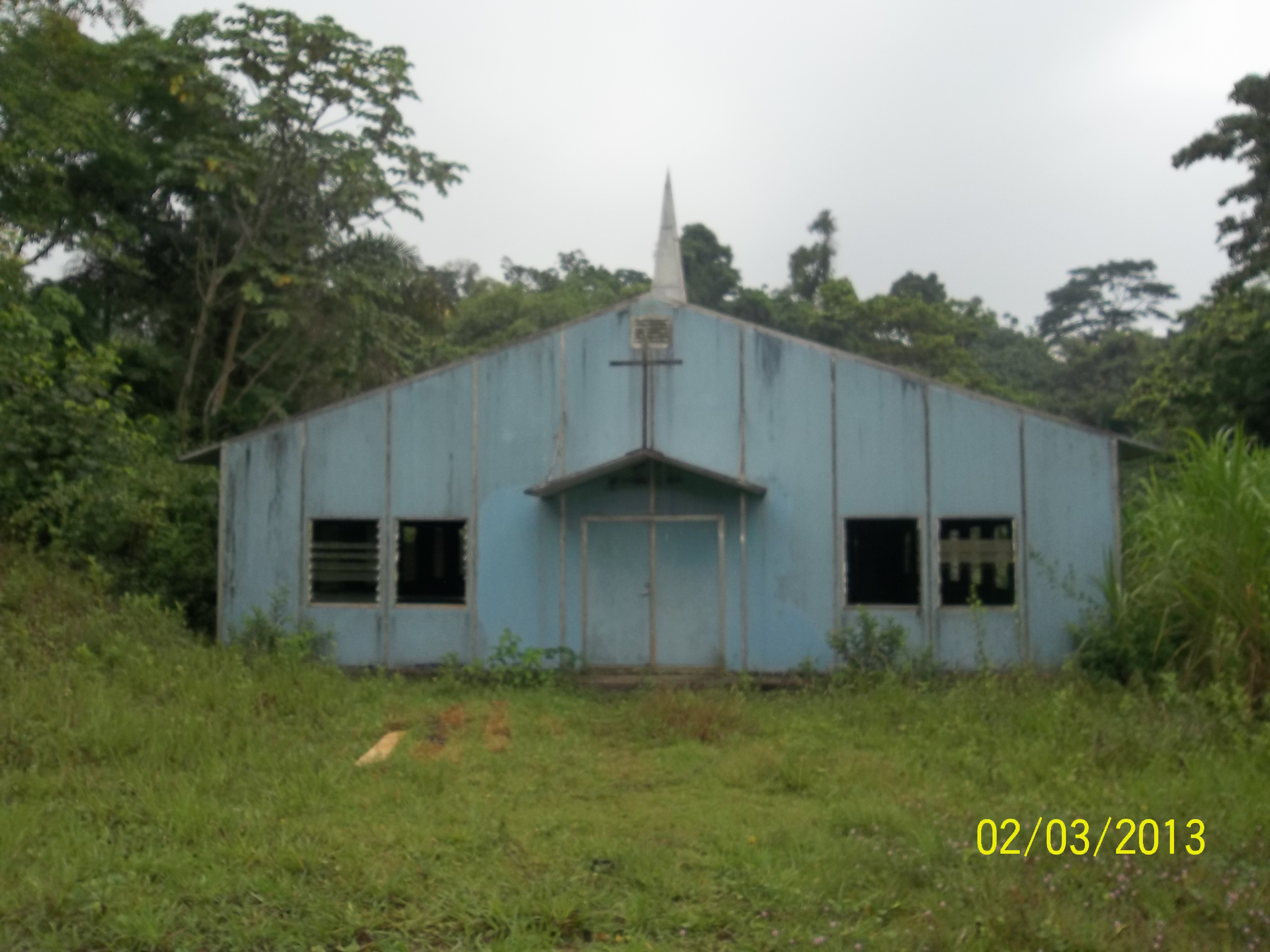
Église baptiste à Bimbia
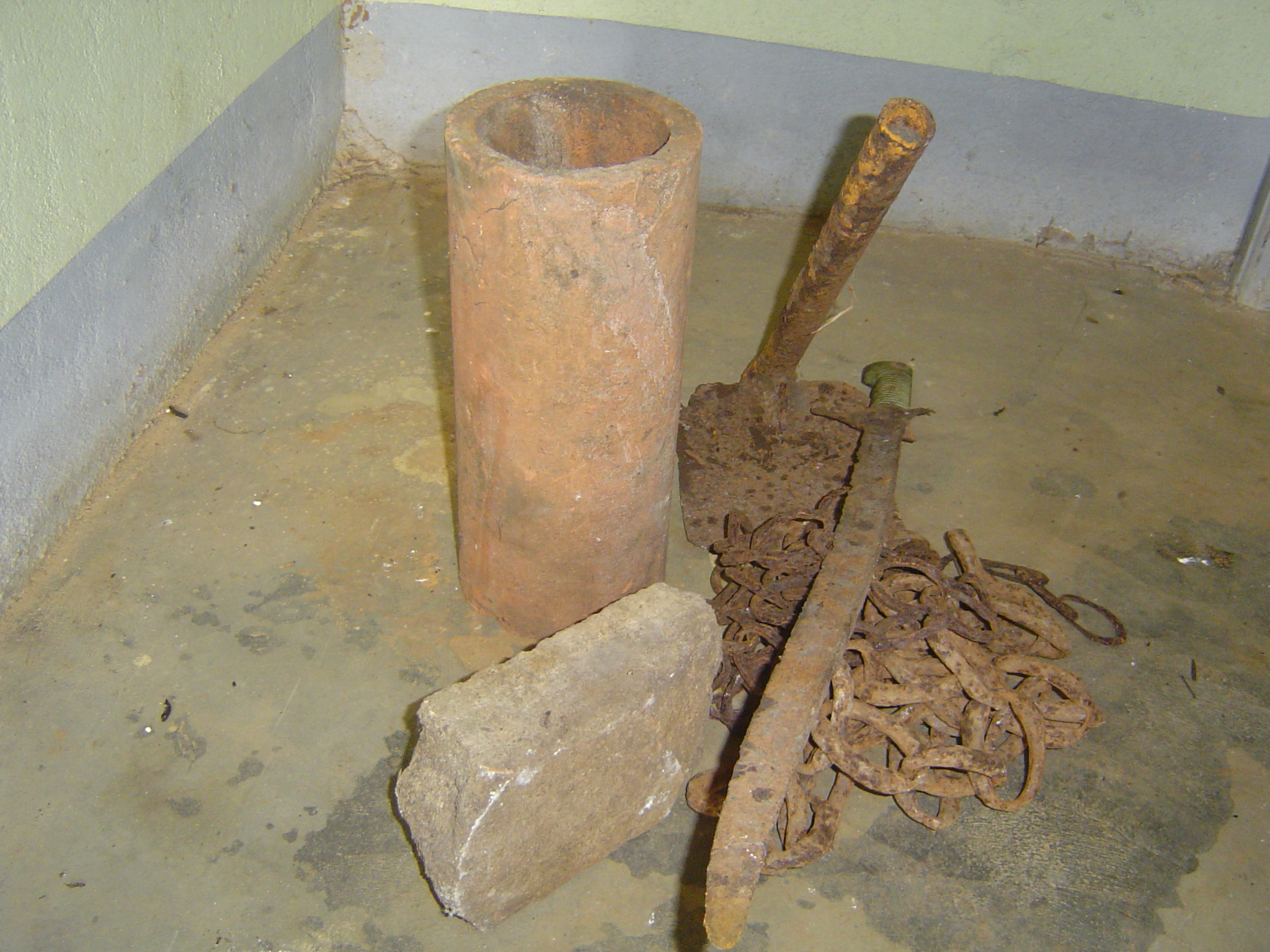
Artifact
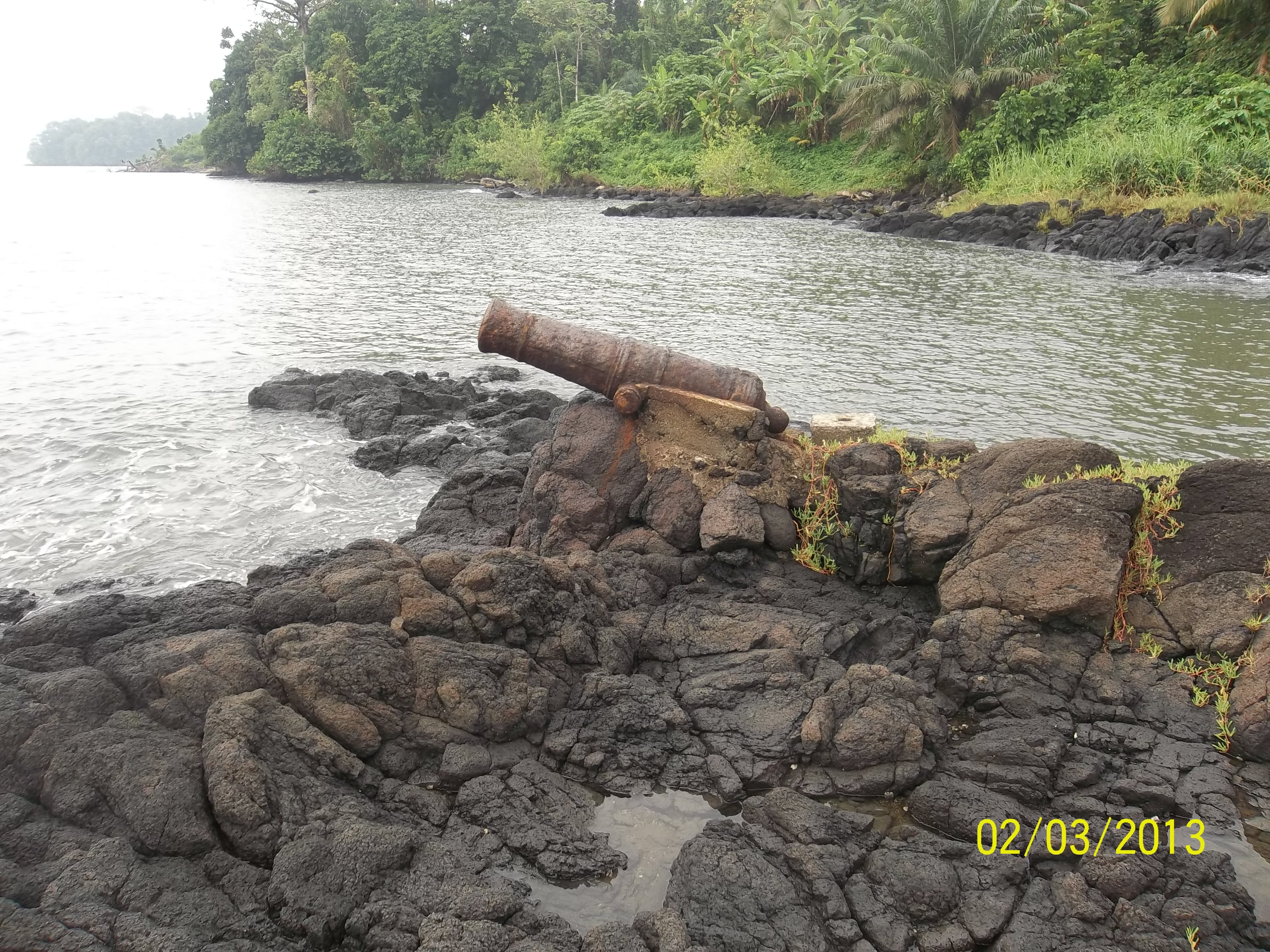
Bombardier allemand à Limbé

## Économie
Outre sa vocation touristique plus récente, Bimbia est également un village au passé rural et agricole.

### Agriculture
Comme la plupart des villages environnants de la ville Limbé, les vastes palmeraies de la société nationale CDC (Cameroon Development Corporation) entourent le village de Bimbia. La richesse du sol, essentiellement volcanique, est exploitée de manière industrielle par le l’État du Cameroun. Les cultures pratiquées par les villageois sont essentiellement les cultures de subsistance. Il s'agit en général des tubercules (plantains, macabos, manioc, pommes de terre).

### Transport
Un seul axe principal dessert le village Bimbia vers le centre-ville Limbé. Le village a en effet bénéficié de l'implantation d'une base des Forces armées camerounaises (Bataillon d'intervention rapide) pour sortir de l'enclavement total.